# أيزاياه غاردنر
أيزاياه غاردنر (بالإنجليزية: Isaiah Gardner)‏ هو لاعب كرة قدم أمريكية أمريكي، ولد في 16 يناير 1985 في ديترويت في الولايات المتحدة.

## وصلات خارجية
- أيزاياه غاردنر على موقع مرجع كرة القدم المحترفة.كوم (الإنجليزية)